# Tanjong Meulaboh
Tanjong Meulaboh is een bestuurslaag in het regentschap Aceh Barat van de provincie Atjeh, Indonesië. Tanjong Meulaboh telt 250 inwoners (volkstelling 2010).